# نووینی پود رالسکم
نووینی پود رالسکم (به چکی: Noviny pod Ralskem) یک منطقهٔ مسکونی در جمهوری چک است که در ناحیه تشسکا لیپا واقع شده‌است.